# Roberto Fabbriciani
Roberto Fabbriciani (Arezzo, 13 giugno 1949) è un flautista e compositore italiano.

## Biografia

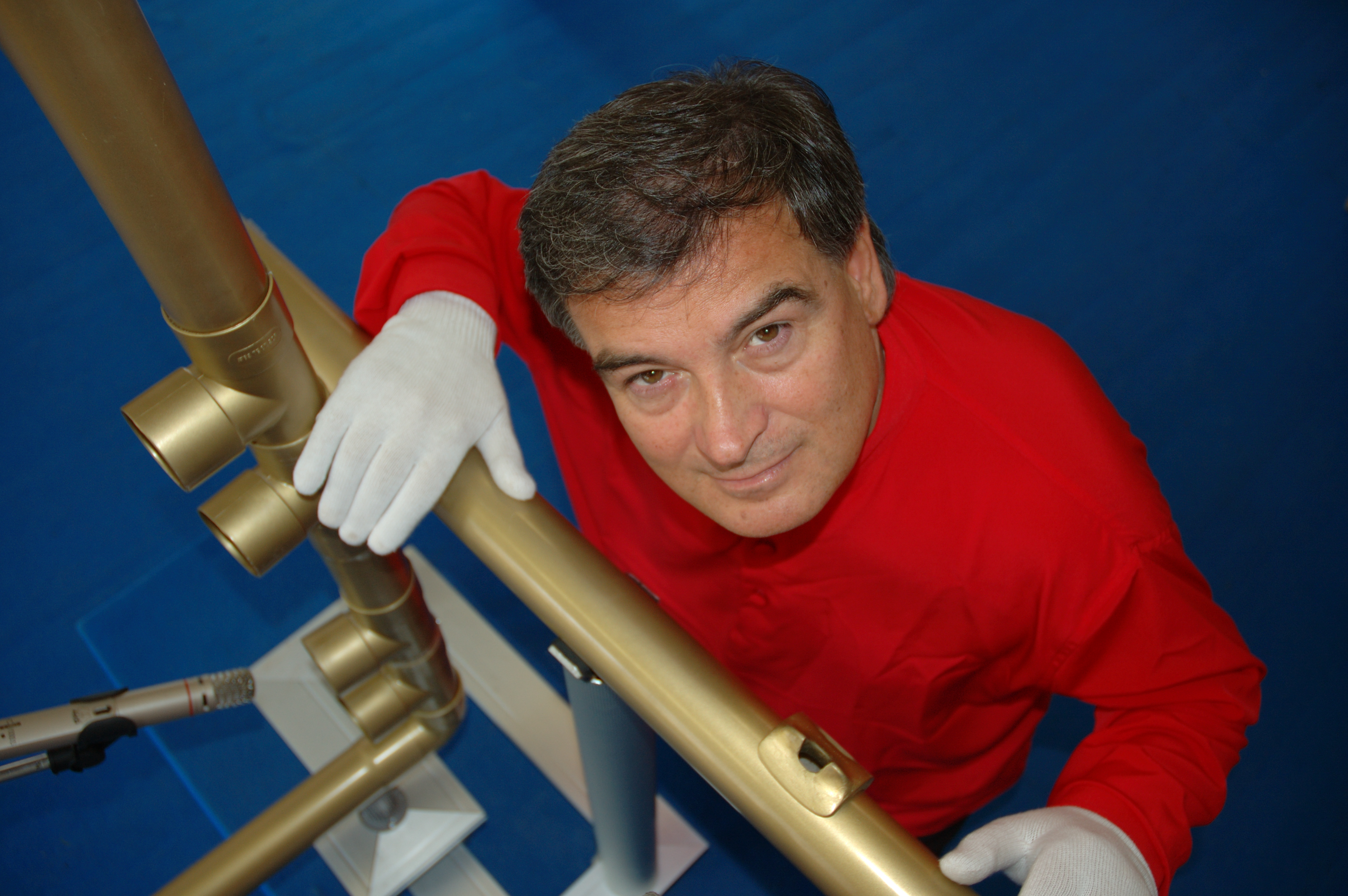
Roberto Fabbriciani con lo strumento da lui inventato e progettato: il flauto iperbasso

Inizia gli studi musicali nel 1957, sotto la guida del maestro Mario Gordigiani, grande erede della tradizione flautistica italiana e primo flauto dell'Orchestra del Maggio Musicale Fiorentino.
Nel 1964 diventa allievo di Severino Gazzelloni, pioniere della riscoperta moderna del flauto in Italia, e tra i due inizia un rapporto di collaborazione artistica e amicizia. Fabbriciani diviene assistente di Gazzelloni all'Accademia Musicale Chigiana di Siena e giovanissimo fa parte dell'Orchestra del Maggio Musicale Fiorentino e dell'Orchestra del Teatro alla Scala di Milano.
Agli inizi degli anni settanta entra in contatto con alcuni dei più importanti compositori dell'avanguardia musicale internazionale, tra cui Bruno Maderna, Luigi Nono, Salvatore Sciarrino e Brian Ferneyhough.
Inizia la carriera da solista, collaborando con importanti compositori tra cui: Camillo Togni - con il quale studia composizione - Luciano Berio, Pierre Boulez, Sylvano Bussotti, John Cage, Elliott Carter, Luigi Dallapiccola, Luis de Pablo, Franco Donatoni, Brian Ferneyhough, Lorenzo Ferrero, Jean Françaix, Ernst Křenek, György Kurtág, György Ligeti, Bruno Maderna, Olivier Messiaen, Ennio Morricone, Goffredo Petrassi, Henri Pousseur, Wolfgang Rihm, Nino Rota, Salvatore Sciarrino, Karlheinz Stockhausen, Tōru Takemitsu e Isang Yun.
Molti compositori gli dedicano opere da lui eseguite in prima assoluta e altri si avvalgono delle sue doti di interprete per approfondire la ricerca musicale e compositiva. Importante fu la collaborazione con il compositore Aldo Clementi, che dedicò a Fabbriciani un brano, Fantasia su roBErto FABbriCiAni (1980) per flauto solo e per flauto e nastro magnetico. “Fantasia su roBErto FABbriCiAni è un brano costruito per flauto solo con una base di flauti pre-registrati; rappresenta una grande stratificazione di suoni che formano una foresta di note, dove il flauto dal vivo non è altro che una piccola pianta che cerca di prendere luce, che cerca di non essere soffocata ma di farsi ascoltare, spiega Roberto Fabbriciani.
Suona come solista con i direttori Claudio Abbado, Luciano Berio, Riccardo Chailly, Peter Eötvös, Gianandrea Gavazzeni, Michael Gielen, Cristóbal Halffter, Peter Maag, Bruno Maderna, Riccardo Muti, Giuseppe Sinopoli, Lothar Zagrosek e con le orchestre del Teatro alla Scala di Milano, dell'Accademia Nazionale di Santa Cecilia, della Rai, con l'Orquesta Nacional de España, con la London Sinfonietta e molte altre.
Ha tenuto concerti presso il Teatro alla Scala, la Filarmonica di Berlino, la Royal Festival Hall di Londra, la Suntory Hall di Tokyo, la Sala Cajkowskij di Mosca e Carnegie Hall di New York ed ha partecipato a diversi festival internazionali.
Particolarmente intensa è stata la collaborazione di Fabbriciani con il compositore Luigi Nono, iniziata intorno al 1978 e durata fino al 1990, anno di morte del compositore. I due musicisti lavorano insieme a lungo presso lo studio sperimentale della SWF a Friburgo in Brisgovia.
La loro collaborazione porterà alla realizzazione di diverse opere, tra cui il Prometeo, per solisti vocali e strumentali, coro misto, 4 gruppi strumentali e live electronics. La prima esecuzione assoluta dell'opera avvenne a Venezia nell'ambito della Biennale Musica del 1984. Una seconda versione venne prodotta dal Teatro alla Scala, a Milano presso l'Ansaldo nel 1985.
Altri brani da ricordare sono sicuramente A Pierre. Dell'azzurro silenzio, inquietum (1985), composizione dedicata a Pierre Boulez per flauto contrabbasso, clarinetto contrabbasso e live electronics, Das atmende Klarsein (1981), per piccolo coro, flauto basso, live electronics e nastro magnetico, con testi
da Rainer Maria Rilke, Quando stanno morendo. Diario polacco II (1982) e da antiche lamallae orfiche, a cura di Massimo Cacciari e la composizione Caminantes...Ayacucho (1986-87) per mezzosoprano, flauto, coro, organo, tre gruppi orchestrali, e live electronics.
Roberto Fabbriciani mostrò, fin dall'inizio della sua carriera, un interesse particolare per l'elettronica che lo porterà a sperimentazioni avanguardistiche e pionieristiche, come nel caso del già citato brano A Pierre. Dell'azzurro silenzio, inquietum, o in diversi brani di sua composizione, ad esempio Quando sorge il sole, per flauto e nastro magnetico; Abyss per flauto iperbasso, motion capture e live electronics; Zeus joueur de flûtes (2006-08), per flauto, nastro magnetico e live electronics composto assieme ad Henri Pousseur.

## Flauto iperbasso
Il flauto iperbasso è lo strumento più grande e dal registro più basso della famiglia dei flauti. Suona in do, quattro ottave sotto il flauto traverso. Il tubo dello strumento è lungo oltre 15 metri e la nota più grave che raggiunge è il do un'ottava sotto il do più basso del pianoforte, quindi attorno ai 16 Hz, considerato generalmente limite
inferiore della percezione dell'orecchio umano. L'unico esemplare di flauto iperbasso è un prototipo realizzato per Fabbriciani da Francesco Romei, un artigiano fiorentino.
Nel 2005 Fabbriciani incise un CD di musica per flauto iperbasso, intitolato Glaciers in Extinction.
Il 10 aprile 2011 si tenne in prima assoluta un concerto, “Suono sommerso”, con Roberto Fabbriciani al flauto iperbasso e la regia del suono di Alvise Vidolin. I suoni
prodotti dallo strumento erano filtrati e scomposti da un apposito e innovativo software creato dal laboratorio SaMPL di Padova, nell'ambito di un progetto del Conservatorio Cesare Pollini sviluppato in collaborazione con l'Università di Padova.
"L'obiettivo - spiegò Roberto Fabbriciani è quello di portare la musica d'arte ad un pubblico più vasto. L'aspetto tecnologico è servito a fare un nuovo passo avanti ma non si compone perché si hanno nuovi strumenti ma perché un pensiero musicale innovativo per esprimersi ha bisogno di questi mezzi.

## Discografia
- Le meraviglie d'Italia (1976) Fonit Cetra
- Sonetti ad Orfeo (1977) Ricordi
- Fantasia su Roberto Fabbriciani (1980) Philips
- Variations (1980) Philips
- Sylvano Bussotti: Il Catalogo è Questo (1980) Fonit Cetra
- Silberglöckchen Zauberflöten (1981) Edipan
- Vivaldi/Rousseau, J.S. Bach, C.Ph.E. Bach, Quantz (1981) Philips
- J.S. Bach: 7 Flötensonaten (1982) Koch
- Antonio Vivaldi: 6 Concertos Op.10 (1983) Koch
- Luigi Nono: Das atmende Klarsein (1983) Fonit Cetra
- Bruno Maderna: Grande Aulodia (1983) Bvhaast
- Fabbriciani, Guaccero, Renosto (1984) Edipan
- Flute XX (1986) Arts
- Bruno Maderna: Ausstrahlung (1987) Col Legno
- Antonio Vivaldi: 6 Sonates op.13 "Il Pastor Fido" (1987) Koch
- Georg Philipp Telemann: Getreue Music-Meister (1987) Arts
- La perfezione di uno spirito sottile (1987) Ricordi
- Giacomo Manzoni: Dedica (1988) Fonit Cetra
- Carl Maria von Weber: 6 Sonates (1990) Arts
- Lockenhaus Collection (1990) Philips
- John Cage: A Firenze (1992, Live in Florence) Materiali Sonori
- Salvatore Sciarrino: Fabbrica degli incantesimi (1992) Col Legno
- Fabrizio De Rossi Re Paracelso (1995) Edipan
- Toshio Hosokawa: Works (1995) Fontec
- Das atmende Klarsein (1997) Agorà
- Piccolo XX (1999) Arts
- Astor Piazzolla: Histoire du Tango (1999) Arts
- Ennio Morricone: La musica, il cinema (1999) Koch Schwann
- XX Live Dream Flute (1999) Atopos
- Live in Japan (2000) Hyperprism
- Nicola Sani: Elements (2000) Stradivarius
- Luigi Nono: Io, frammento da Prometeo; Das atmende Klarsein (2001) Col Legno
- Giacinto Scelsi: Hyxos (2001) Agorà
- The Aforesaid (2001) Col legno
- Peter Ilyich Tchaikovsky (2003) Arts
- Cesare Ciardi: Gran Concerto (2004) Naxos
- Flute XX, Vol.2 (2004) Arts
- Glaciers in Extinction (2005) Col Legno
- Luigi Nono: A Pierre. Dell'azzurro silenzio, inquietum (2005) Neos
- Bruno Maderna: Don Perlimplin (2005) Arts
- Luigi Nono: Risonanze erranti (2006) Neos
- Luigi Nono:  Caminantes...Ayacucho (2007) Kairos
- Nel vento con Ariel (2007) RaiTrade
- Luigi Nono: Guai ai gelidi mostri; Quando stanno morendo (2008) Neos
- Mauricio Sotelo: De Oscura Llama (2009) Anemos
- Aldo Clementi: Flute Works  (2009) Mode
- Nella Basilica (2009) AT
- The Flute in the 21st Century (2010) Tactus
- Winds of Heart (2010) Innova
- Nino Rota: Flute Works (2011) Tactus
- Infinito Possibile (2011) Hyperprism
- John Cage: Music for an Aquatic Ballet (2011) Brilliant
- Musica Futurista (2012) MM
- Luca Lombardi: Nel segno del soffio (2012) VDM
- Alchemies (2012) Brilliant
- Mazes (2012) Neos
- Alessandro Sbordoni: Forme d'aria (2013) VDM
- Giorgio Gaslini: Flute Works (2013) Tactus
- Bruno Maderna: Flute Works  (2013) Mode
- Giacinto Scelsi: Flute Works (2014) Stradivarius
- Zeus joueur de flûtes (2014) Stradivarius